# 東京製綱
東京製綱株式会社（とうきょうせいこう、英文社名：Tokyo Rope Mfg. Co., Ltd.）は、東京都江東区に本社を置くワイヤーロープやスチールコードなどのメーカーである。
ワイヤロープの国内最大手メーカーであり、つり橋や超高層エレベーター向けが主力製品となっている。

## 事業内容
- ワイヤーロープ、ワイヤー、スチールコードの製造
- エンジニアリング
- 炭素繊維ケーブル
- ワイヤー製品に関する機械の販売、その他金属繊維の製造

## 沿革
明治年間に艦船用のマニラ麻ロープの国産化を図る目的で設立。創業には渋沢栄一が協力した経緯もあり、初代の会長にも就いた。初代社長は、沼津兵学校教授や東京外国語学校校長を務めた英学者・翻訳家から実業界に転じた渡部温であった。なお日本製鉄とは20世紀を通じてロープの素材が繊維から鉄に移るなか、原料供給や製品の研究開発を進める中で関係は強まり、長らく東京製綱の筆頭株主となっているほか経営陣に日本製鉄出身者が座る例も見られた。2021年1月21日、日本製鉄は東京製綱に対する株式公開買い付け（TOB）を発表し、出資比率を直前の9.9％から19.9％まで高めた。しかし、TOB成立後に公正取引委員会から「日本製鉄と東京製綱の間に結合関係が成立する」との指摘があり、競争維持のために事業活動が制限される恐れも出てきたことから、同年8月以降に一部の保有株を売却することになった。
- 1887年（明治20年） - 東京製綱会社設立。
- 1893年（明治26年） - 現社名に変更（商法制定による）。
- 1896年（明治29年） - 東京証券取引所に上場。
- 1906年（明治39年） - 月島製鋼を合併[3]。
- 1968年（昭和43年） - 繊維ロープ製造部門を東京製綱繊維ロープ株式会社として設立する。
- 1970年（昭和45年）
  - 東京製綱スチールコード株式会社、株式会社東綱機械製作所を設立する。
  - 富士製鐵が資本参加。
- 1971年（昭和46年） - 大阪ロープ工業株式会社を合併。
- 1985年（昭和60年） - 日鐵ロープ工業株式会社を合併。
- 2001年（平成13年） - 東綱商事株式会社を合併。
- 2007年（平成19年） - 東京製綱スチールコード株式会社を合併。
- 2009年（平成21年） - 株式会社東綱機械製作所を合併。
- 2013年（平成25年） - 新設分割により、スチールコード製造事業・産業用機械製造事業を東綱スチールコード株式会社・東綱機械株式会社（2016年解散）にそれぞれ承継。
- 2017年（平成29年） - 新設分割により、炭素繊維複合材事業・海外防災製品事業を東京製綱インターナショナル株式会社に継承

## 事業所所在地
- 本社 - 東京都江東区永代2-37-28
- 支店
  - 鋼索鋼線事業部
    - 関西支店 - 大阪市中央区南本町2-3-12 EDGE本町

  - エンジニアリング事業部
    - 大阪支店 - 大阪市中央区南本町2-3-12 EDGE本町
    - 名古屋支店 - 名古屋市中区栄1-14-15 RSビル
    - 九州支店 - 北九州市小倉北区西港町61-2
    - 札幌支店 - 札幌市北区北7条西5-5-3 札幌千代田ビル
    - 盛岡支店 - 盛岡市本宮1-31-1 松嶋ビル
    - 仙台支店 - 仙台市青葉区一番町2-1-2 NOF仙台青葉通りビル
- 営業所
  - 鋼索鋼線事業部
    - 札幌営業所 - 札幌市北区北7条西5-5-3 札幌千代田ビル
    - 名古屋営業所 - 名古屋市中区栄1-14-15 RSビル
    - 四国営業所 - 丸亀市新浜町1-12-13 シーサイドビル
    - 九州営業所 - 北九州市小倉北区米町1-1-21 大分銀行・明治安田生命ビル

  - エンジニアリング事業部
    - 長野営業所 - 長野市大豆島893-1
    - 新潟営業所 - 新潟市中央区上近江4-2-20 日生第2ビル
    - 広島営業所 - 広島市南区的場町1-1-21 クリスタルタワー4階
    - 鹿児島営業所 - 鹿児島市新町2-1 丸屋本社ビル
- エンジニアリングセンター
  - 東日本エンジニアリングセンター - 土浦市田中3丁目8-35
  - 関西エンジニアリングセンター - 貝塚市堀2-18-30
  - 北九州エンジニアリングセンター - 北九州市小倉北区西港町61-2
- 工場
  - 土浦工場・研究所 - かすみがうら市宍倉5707
  - 堺工場 - 堺市西区築港新町二丁6-1

上記の他、バンコクに事務所がある。

## 関係会社
- 国内
  - 東京製綱繊維ロープ株式会社
  - 東綱スチールコード株式会社
  - 東綱橋梁株式会社
  - 赤穂ロープ株式会社
  - 日本特殊合金株式会社
  - 東綱商事株式会社
  - 株式会社新洋
  - トーコーテクノ株式会社
  - 長崎機器株式会社
  - 東綱ワイヤロープ販売株式会社
  - 東京製綱テクノス株式会社
  - 北海道トーコー株式会社
  - 日綱道路整備株式会社
  - 東京製綱インターナショナル株式会社
- 海外
  - 東京製綱（上海）貿易有限公司
  - 東京製綱（香港）有限公司
  - 東京製綱ベトナム有限責任会社
  - 東京ロープエンジニアリング有限会社
  - 東京ロープアルマティ有限責任会社
  - Tokyo Rope USA, Inc.
  - 江蘇東綱金属製品有限公司
  - 江蘇法爾勝纜索有限公司

## ナイロンザイル事件
登山用ロープナイロンザイルの安全性を偽装した事件。1950年代当時、東京製綱を含む各メーカーが製造していたナイロンザイルは、岩角に引っかかった場合に著しく耐荷重が低下する特性があり、登山事故の原因となっていた。社会的関心の高まりを受けて1955年に東京製綱が公開実験を行ったが、その際に当時この事件について東京製綱から資金援助を受け研究に取り組んでいた篠田軍治と結託して岩角に意図的に丸みを付けることで耐荷重を偽装し、以後の安全基準制定の遅れを招いた。最終的にナイロンザイルの安全基準の制定は1975年に実現したが、それまでに20名以上の登山家がナイロンザイル（東京製綱以外の製品も含む）の切断が原因で死亡した。
なお、この事件について東京製綱はナイロンザイル自体の欠陥については認めたが、未だに被害者及び遺族への謝罪は行っていない。